# Lago di Ledro
Il lago di Ledro si trova in una valle sospesa che congiunge la valle del Chiese con il lago di Garda. A una altezza di 655 m, la sua superficie è di 2,187 km² e ha una circonferenza di circa 10 km. Nel lago è possibile la balneazione.
Negli anni ottanta, nell'autunno del 2009 e nel novembre 2011, parte del lago si è tinta di rosso per la fioritura dell'alga oscillatoria rubescens, indicatrice di un'aumentata trofia del lago.

## Geografia
Il lago di Ledro ha una forma stretta e allungata, situato a nord-ovest del lago di Garda ad un'altitudine di 655 m s.l.m.

## Storia

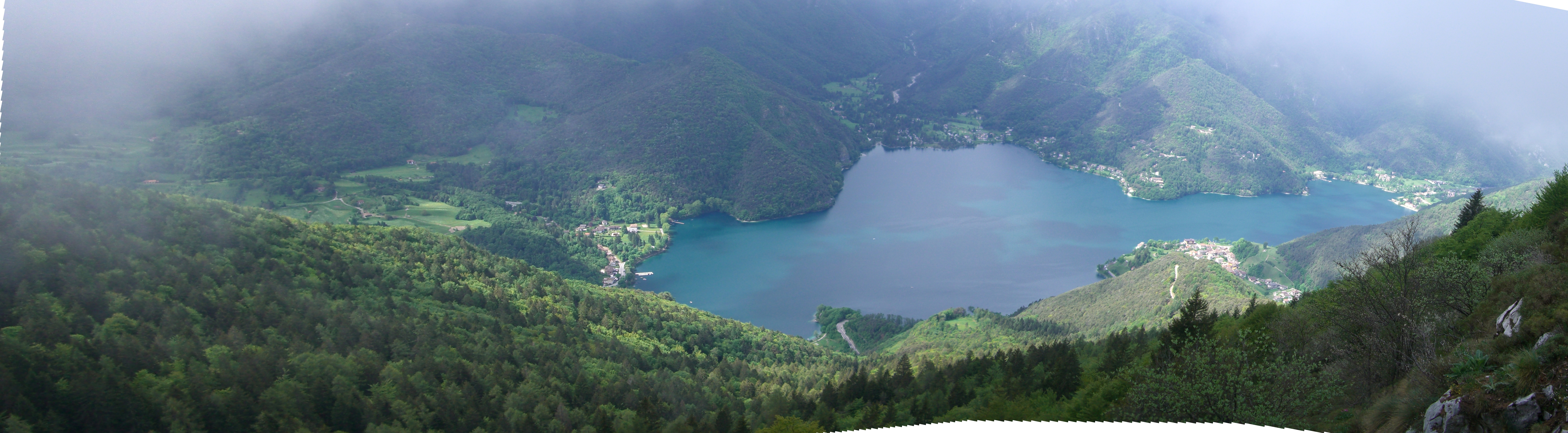
Panorama del lago

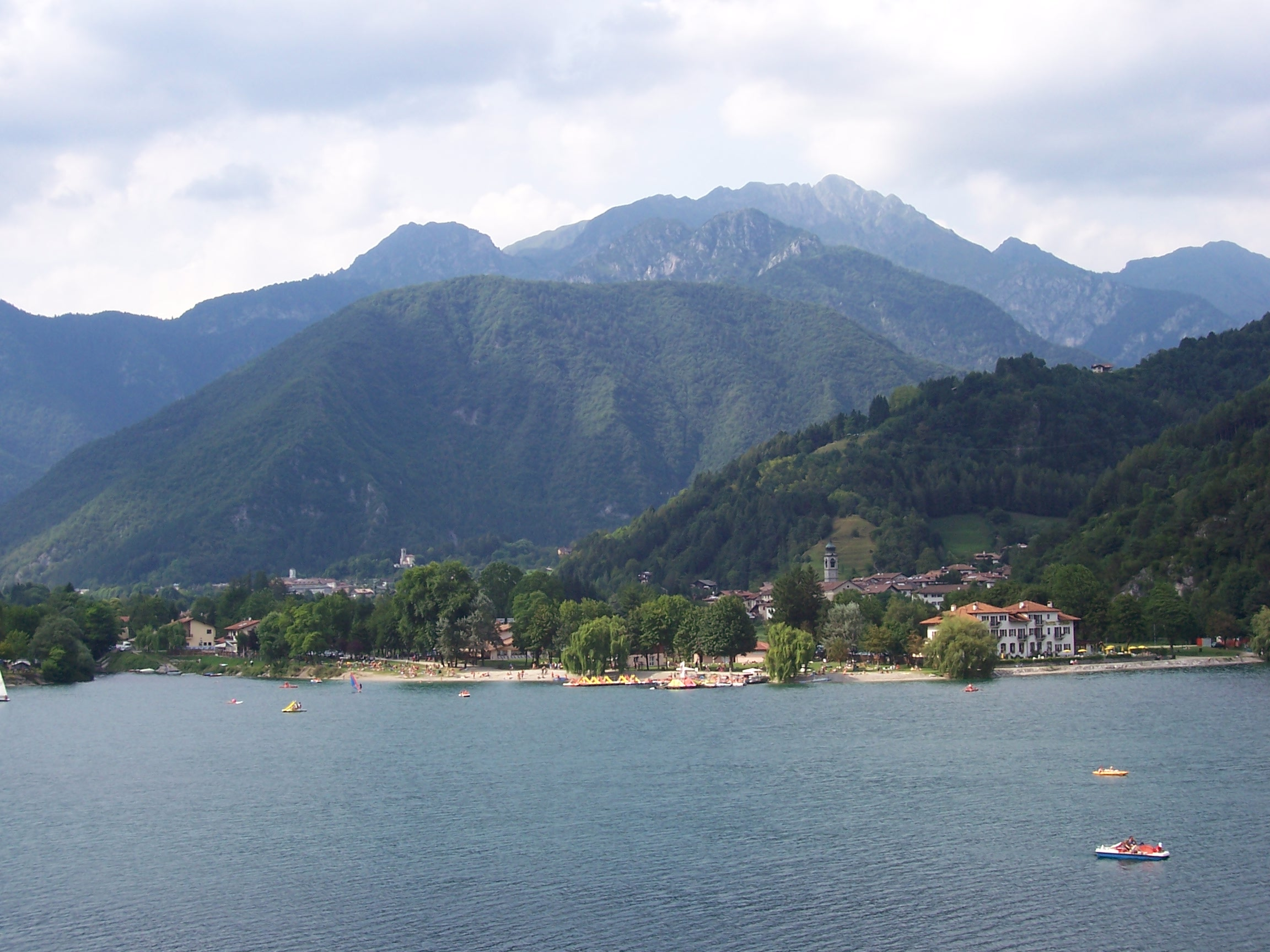
Il lago e il monte Cadria

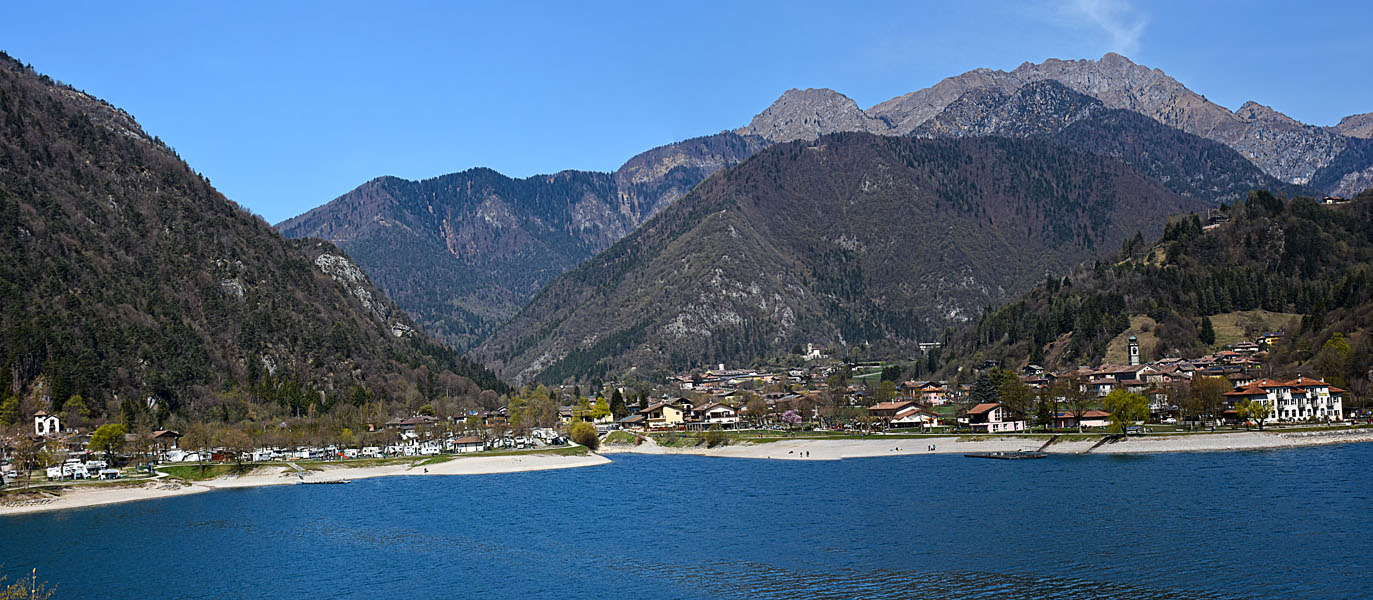
Mezzolago

Il territorio della valle subì nel maggio del 1915, con lo scoppio della prima guerra mondiale, lo sgombero della popolazione, trasferita in alcuni campi di raccolta situati in Boemia/Moravia (Cechia) e Austria.
La valle divenne zona di guerra con a sud le linee italiane dilatate fino alle pendici della catena dei monti settentrionali (monte Vies, La Cocca, Costa di Salò, San Giovanni) e comprendente tutti i centri abitati; direttamente a contatto con quella italiana, a nord, la linea austriaca arroccata sulle creste a dirupo del Monte Cadria, Tomeabrù, Parì, Cima d'Oro, Valdes, Rocchetta, Cima Capi; alle spalle di questa, nella frazione di Campi (Riva del Garda), il forte Tombio a ulteriore rafforzamento dei trinceramenti di alta quota, fra i 1 600 e i 2 000 metri.
È possibile visitare buona parte della linea austro-ungarica e le trincee di collegamento poiché scavate in roccia a notevole profondità, verticale e orizzontale, lungo tutto il versante nord, da ovest a est, partendo dal forte di Lardaro fino a Riva del Garda. Le prime linee italiane d'assalto, proprio a causa della loro posizione ravvicinata alla prima austriaca, sono pressoché scomparse salvo alcune scavate in roccia e visitabili a Tiarno di Sopra e di Sotto, Bezzecca, nei pressi di Cima d'Oro e San Giovanni. La terza linea italiana, a sud, si estendeva dal Monte Nodic in frazione Pregasina di Riva del Garda correndo lungo Cima Fortini, monte Carone, passo Nota, Tremalzo e scendeva fino a Storo; questa è ancor'oggi ben visibile e praticabile col rampichino e fuoristrada; sono inoltre visibili alcune fortificazione italiane in calcestruzzo nella piana di Pur e all'imbocco della valle di Concei.
Durante i quasi quattro anni del conflitto, nella valle non si ebbero scontri fra grandi unità data l'esiguità dello spazio e la morfologia delle linee montane, particolarmente adatte alla difesa. All'inizio del conflitto i reparti italiani avanzarono fino a contatto con la linea austriaca accuratamente preparata in cresta da un paio d'anni e fornita di campi minati e filo spinato; forti combattimenti si ebbero a San Giovanni e allo Sperone, nei pressi di Cima d'Oro a quota 1 336 m e a Costa di Salò; nella valle di Concei frequenti furono gli scontri fra pattuglie di esploratori e incursori di ambo gli eserciti così come notevoli i bombardamenti dell'artiglieria italiana contro le fortificazioni di alta quota.
Alla fine del 1918, con il crollo del fronte austro-ungarico, ogni posizione fu abbandonata e successivamente i numerosi recuperanti locali di materiali di valore (ferro, rame, polvere pirica, munizioni) divelsero tutte le corazzature dalle cupole, dalle porte e dalle luci. L'artiglieria austriaca, dai forti di Riva e Campi, a disturbo della linea italiana, provocò la distruzione e l'incendio di tutti i centri abitati della valle di Ledro la cui ricostruzione fu opera dalla popolazione locale rimpatriata nel 1919 e supportata dal genio militare italiano con materiali da costruzione, mezzi di trasporto e supporto logistico quale cucine da campo, vettovagliamento, alloggi e terminò nel 1924.

## Museo

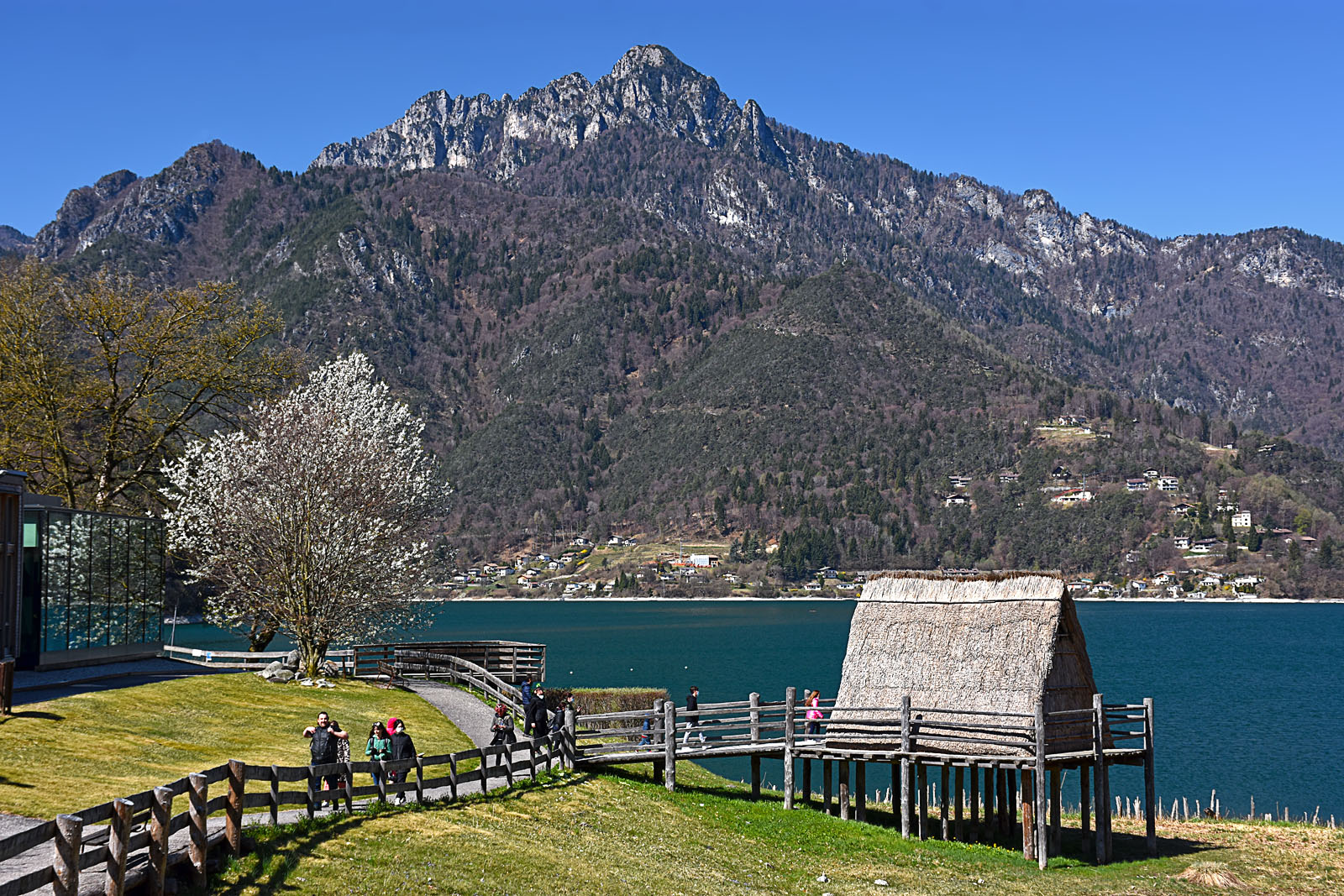
Palafitte di Ledro

Presso la sponda orientale del lago all'altezza dell'emissario Ponale sono stati ritrovati dei reperti di una civiltà palafitticola dell'età del bronzo, i quali rendono il lago un sito archeologico e il relativo museo di rilevanza mondiale. Sulla sponda del lago è stato ricostruito un villaggio a palafitta simile a quello esistente nell'antichità.